# Invasión de De la Serna a Jujuy y Salta

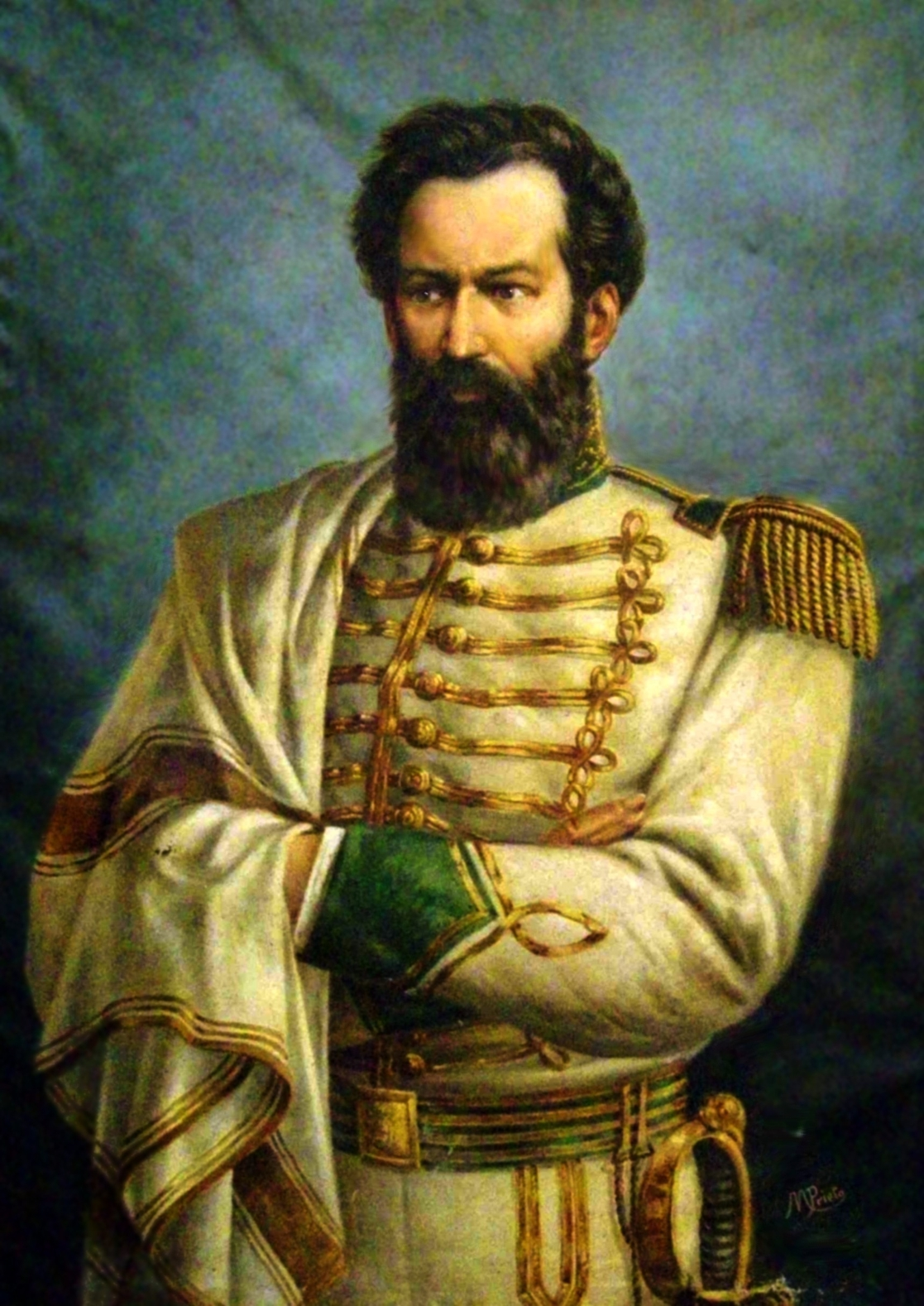
Martín Miguel de Güemes.

En los últimos días de 1816 el Ejército Real del Perú, comandado por José de la Serna e Hinojosa, inició la invasión de la Intendencia de Salta del Tucumán durante la Guerra de la Independencia Argentina. La invasión fue rechazada por las milicias gauchas del gobernador de Salta, coronel mayor Martín Miguel de Güemes, en numerosos combates que fueron parte de lo que se conoció como Guerra gaucha. El Ejército del Norte tuvo una participación mínima, como auxiliar de las milicias gauchas. Finalizó 5 meses después con la evacuación del ejército realista duramente diezmado. La invasión, conocida como la Invasión Grande fue la quinta de las once invasiones realistas al norte de la Argentina entre 1810 y 1822. El ejército de invasión contó con 2800 infantes, 700 soldados de caballería y 12 cañones, incorporándose después otros 1.000 soldados de infantería y caballería. Se organizaban en seis batallones, siete escuadrones y cuatro baterías. Los comandaban los veteranos generales José de Canterac y Pedro Antonio Olañeta y coroneles Antonio Vigil, Guillermo Marquiegui, José María Valdez y Agustín Gamarra. De estos, un millar murió en la campaña.
Las fuerzas expedicionarias del mariscal de campo José de la Serna estaban integradas principalmente por dos escuadrones de caballería expedicionaria y tres batallones de infantería: uno de tropas peninsulares recreado tras la guerra contra Napoleón en España, el Gerona, que llega vía Panamá; otro de tropas traídas de la expedición de Pablo Morillo a Venezuela, el Extremadura; y un tercer batallón, gemelo de este último, formado con tropas originarias del Perú. El resto del ejército del rey eran también tropas nativas del país, regimientos del Perú o del Alto Perú, que habían vencido al Ejército del Norte de las Provincias Unidas del Río de la Plata en las batallas de Huaqui, Vilcapujio, Ayohuma y Sipe Sipe. 

## Antecedentes

### Planes realistas de invasión del Río de la Plata
Los porteños trataron de llegar a Lima, centro del poder monárquico sudamericano, a través del Alto Perú, pero fueron vencidos. Aunque los distintos movimientos rebeldes parecían independientes entre sí, todos seguían la misma estrategia de convenger desde el norte y el sur en Perú. El virrey José Fernando de Abascal intento responder siguiendo la misma ruta a la inversa, Pío Tristán y 3.000 soldados avanzan pero se encuentra que Manuel Belgrano se niega a abandonar Tucumán y retirarse a Córdoba, para defender las provincias bajas, sus propias tierras, algo muy distinto de abandonar Charcas. Ahí se contuvo el avance realista, y en 1814 San Martín hizo construir «La Ciudadela» en las afueras de la ciudad que sirvió de base de operaciones y permitía atrincherarse si atacaba Pezuela. Además, los salteños de Güemes podían hostilizar a los realistas peruanos en sus ofensivas. Con esa línea de seguridad en el norte, los patriotas porteños se dedicaron a apretar el cerco sobre Montevideo. Los defensores esperaron con desesperación y en vano una ofensiva altoperuana que aliviara su triste situación.
Abascal siempre pensó en utilizar a Chile como trampolín para atacar Buenos Aires, para ello envió tres expediciones. La última, al mando del brigadier Mariano Osorio, tuvo éxito en la segunda mitad de 1814. Se decidió que Osorio cruzaría el macizo andino por los boquetes del sur para invadir Mendoza y San Juan aprovechando el caos rioplatense. Después se pasaría a Córdoba y más tarde atacaría Tucumán por el sur para evitar las guerrillas salteñas, seguro de que Buenos Aires no haría nada por la rebelión artiguista. Sin embargo, conquistar el Cuyo no equivalía a tener Buenos Aires, la distancia entre ambas era enorme. Por entonces, el gobernador mendocino José de San Martín había abandonado la idea de ayudar a los patriotas que quedaban en Coquimbo y advierte que la división entre José Miguel Carrera y Bernardo O'Higgins solo animara a Osorio a atacar. Tenía poco más de mil hombres entre soldados y milicianos e incluyendo a los exiliados chilenos, para defender la provincia. En cambio, Osorio tendría una división de tres mil hombres: 2.000 infantes, 1.000 jinetes y 200 artilleros listos para presentar batalla campal solo cuando tuvieran fuertes posibilidades de éxito.
Colaborando con Osorio, el brigadier Joaquín de la Pezuela atacaría desde Alto Perú Jujuy, Salta y Tucumán y, si podía, llegaría a Catamarca y La Rioja para entrar en contacto directo con los chilenos, e incluso llegar a Córdoba si las posibilidades lo permitían. Contaba con 4.000 a 4.500 soldados, casi la mitad altoperuanos y 600 prisioneros de sus victorias sobre Belgrano. Con este movimiento se atraería al Ejército del Norte de José Rondeau quizás animándolo a atacar el Alto Perú. Se esperaba poder alzar a los prisioneros realistas capturados en Montevideo, apiñados en gran número en las cárceles de Tucumán. Después de vencer a Rondeau y unirse a Osorio ambos ejércitos caerían como tenazas sobre Buenos Aires. El momento era propicio, a finales de 1814 llegaban las noticias de la restauración de Fernando VII, lo que desligitimaba a las juntas por ser innecesarias.
La rebelión de Cuzco produjo terror en Lima pues la mayoría de los efectivos realistas estaban en Charcas o Chile. En respuesta, Osorio mandó 950 soldados a Arica y Pezuela al general Ramírez con 1.200 hombres al Cuzco y retrocedió a Cotagaita. Cuando Pezuela quiso volver a la ofensiva fue nombrado virrey. Para entonces la caída de Montevideo y varios reveses en Alto Perú lo convencieron de que intentar llegar a Tucumán enfrentando a las guerrillas salteñas era imposible. Poco después Rondeau invadió el Alto Perú con 5.000 hombres pero acabó vencido en Viluma. Esto permitió el enfrentamiento entre Rondeau y Güemes que se saldó con la victoria del segundo y la autonomía de facto de su provincia. El conflicto de poca intensidad militar era preludio de uno social de mucha mayor magnitud. Por su parte, Osorio nunca atacó, todo se redujo a la emisión de un bando por Osorio el 8 de noviembre de 1814 donde se ordenaba a los chilenos no comerciar más con los rebeldes rioplatenses, y como tales no les declaraba la guerra como si fueran un país independiente sino que como «vasallos a quienes se intenta reducir y castigar».
El miedo mendocino a una invasión realista siguió presente los años siguientes. En fechas tan tardías como noviembre de 1815 y febrero de 1816 se temía que el nuevo gobernador de Chile, Casimiro Marcó del Pont, atacara con 2.000 soldados. San Martín no lo creía posible, pero usaba ese miedo para conseguir apoyo militar y económico de Buenos Aires.

### Año 1816
El 9 de julio de 1816 el Congreso Nacional en San Miguel de Tucumán proclamó la independencia de las Provincias Unidas de Sud América. En agosto de 1816 Manuel Belgrano tomó el mando del Ejército del Norte, que a fines de 1816 estaba compuesto por 4 batallones de infantería (2.000 hombres), 2 regimientos de caballería (400 hombres) y un cuerpo de artillería (170 hombres) con 12 cañones, sumando poco más de 2.700 al contabilizar a los oficiales. El ejército se hallaba paralizado en Tucumán, y aunque Belgrano mantenía buenas relaciones con Güemes, éste se hallaba en un estado de semiautonomía militar.
Ante la inminencia de la invasión, Güemes puso a la Intendencia de Salta en pie de guerra, organizando un ejército de milicias gauchas en partidas de hasta veinte hombres cada una. Estos milicianos eran llamados a las armas cuando las circunstancias lo requerían, mientras que el resto del tiempo continuaban su vida civil. Manuel Arias capitaneaba las partidas en el valle de San Andrés y San Ramón de la Nueva Orán. En la Puna oriental se hallaba la División Peruana (o Primer Regimiento Peruano, de 600 hombres) del coronel mayor marqués del Valle de Tojo Juan José Fernández Campero (más conocido como marqués de Yavi), reforzada con partidas de dragones infernales al mando del capitán Juan Antonio Rojas. A lo largo de la quebrada de Humahuaca se situaron escalonadamente las partidas al mando de José María Pérez de Urdininea, jefe de la vanguardia de Güemes nombrado en el puesto por Belgrano.

## La campaña

### Llegada de José de la Serna al Alto Perú

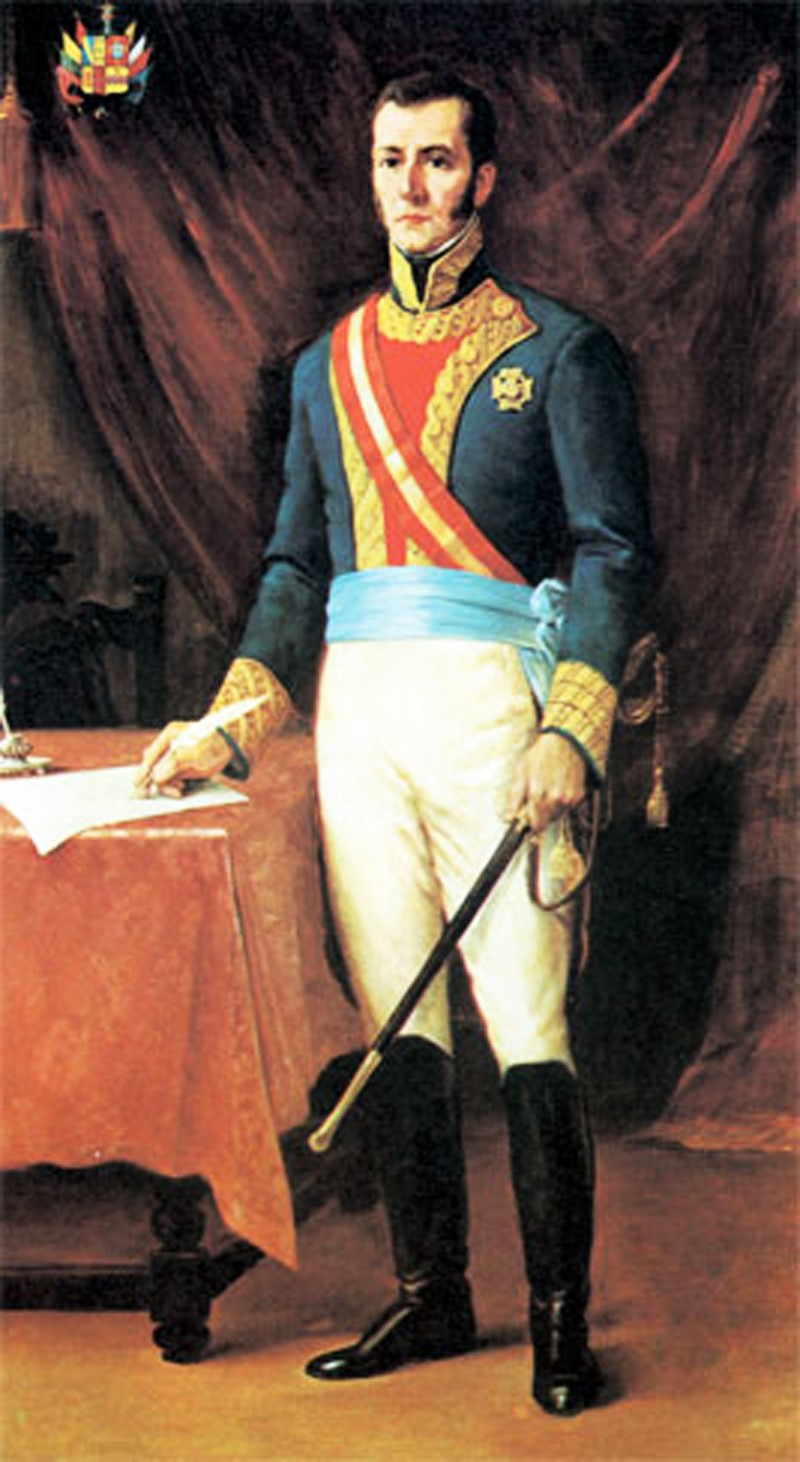
José de la Serna e Hinojosa.

Mientras Pezuela esperaba la llegada del Batallón de Extremadura y de otras fuerzas procedentes de España (con la expedición de Pablo Morillo a Tierra Firme) para iniciar la invasión, el 10 de abril de 1816 fue recibida en el cuartel general de Santiago de Cotagaita una Real Orden emitida el 14 de octubre de 1815, que mandaba que Pezuela asumiera el cargo interino de virrey del Perú y su segundo, Juan Ramírez Orozco, el de presidente de la Real Audiencia de Quito. El rey Fernando VII nombró al mariscal de campo Estanislao Sánchez Salvador como nuevo general en jefe del Alto Perú, el cual debía partir de España en noviembre de 1815 con un refuerzo de 2.000 hombres. Poco después, el rey revocó el nombramiento designando al mariscal de campo José de la Serna en lugar de Sánchez Salvador. Cuando el 15 de abril de 1816 Pezuela partió hacia Lima, Ramírez Orozco asumió provisoriamente el mando del ejército en espera de De la Serna, contando con 7.284 hombres de las tres armas, que concentró en Cotagaita, dejando algunas divisiones en diversos puntos del Alto Perú, que se hallaba insurreccionado. Ramírez Orozco hizo avanzar la vanguardia hasta Yavi al mando del brigadier Pedro Antonio de Olañeta, pero se abstuvo de iniciar una invasión para que la comandara De la Serna.
Al pasar por el Cuzco, Pezuela creó allí, en base 100 hombres de la séptima compañía expedicionaria de la Legión extremeña, un segundo batallón de Extremadura con 620 plazas al mando del coronel Mariano Ricafort, enviándolo a Cotagaita. Otra fuerza de 230 hombres, compuesta por un escuadrón de Húsares de Fernando VII y uno de Dragones de la Unión (habían salido de Lima el 6 y 7 de mayo), fue cruzada por Pezuela en Huamanga cuando iba en camino a Cotagaita al mando de Joaquín Germán y Vicente Sardina, respectivamente. Desde Lima envió también al 1° Batallón del Regimiento de Extremadura que había protagonizado un motín.
El 8 de septiembre de 1816 la fragata de guerra Venganza, tras cruzar el Cabo de Hornos llega procedente de España, desembarcó en Arica al mariscal de campo José de la Serna, con quien se incorporaban muchos oficiales y tropas que habían luchado en la guerra contra Napoleón Bonaparte. Entre ellos, Gerónimo Valdés, José Carratalá, Espartero y Rodil. El batallón de Gerona en una larga travesía desde España tras cruzar a pie el Istmo de Panamá llegaría en cuatro transportes y desembarca en Arica.
El 12 de septiembre, desde Arica, y sin experiencia en el mando, La Serna escribió al virrey Pezuela: 

Creo podría lisonjearme al asegurar a V.E. formaría un cuerpo de ejército capaz de entrar a Buenos Aires para el mes de mayo del próximo año, siempre que circunstancias políticas y topográficas lo permitan.

El 12 de octubre de 1816 De la Serna llegó a Santiago de Cotagaita y asumió el mando, por lo que a mediados de noviembre Ramírez Orozco partió hacia Quito. Horrorizado De la Serna por la destrucción que había visto, dictó una amnistía y perdón general, liberó a los presos políticos y llamó al regreso de los emigrados, ofreciéndole la restitución de sus bienes que aún existieran. Prohibió la pena de muerte sin su consentimiento y ordenó pagar todo lo que consumieran sus tropas. El nuevo jefe adhería a corrientes liberales junto con algunos de sus subordinados procedentes de España, mientras que el virrey, Olañeta y otros jefes de más antigüedad en el Alto Perú eran marcádamente absolutistas. El 17 de noviembre De la Serna trasladó su cuartel general a Tupiza, moviendo hacia allí parte del ejército.
A finales de 1816 Pezuela y De la Serna estaban ocupados en la lucha contra las republiquetas cuando les llegaron las noticias de un nuevo avance de Belgrano, esta vez con 6000 hombres, con el marqués de Yavi dirigiendo la vanguardia y respaldado por los Infernales de Güemes, Esto los animó a lanzar la ofensiva: sabían que la situación era propicia, con el Directorio enfrentado a Artigas, varias republiquetas derrotadas, la invasión portuguesa de la Banda Oriental, la debilidad del Ejército del Norte y la imposibilidad de San Martín de intervenir inmediatamente. De la Serna debía invadir y derrotar al Ejército del Norte en Tucumán, cuyo cuerpo principal estaba formado por 2000 soldados al mando del coronel Domingo French, pero antes debían enfrentar a los 6000 gauchos de Güemes que controlaban los territorios entre Tarija y Tucumán. Penetrando aún más en territorio rioplatense, De la Serna esperaba que San Martín se desviara de su plan de invadir Chile y se trasladara al norte, a enfrentar al Ejército del Perú. Esto podrían aprovecharlo los realistas chilenos para atacar Mendoza.

Nuestro gobierno cuenta para defender á Buenos Aires con el aumento de 4,000 hombres del ejército de los Andes y con 1,000 reclutas de este Estado. Parece que en la provincia de Cuyo o en la de Buenos Aires. Es demostrable, que en el momento de saber Pezuela la retirada de nuestro ejército, i el motivo porque lo verifica, libre ya de temores reforzará al ejército de La Serna que asciende á 7000 hombres, elevándolo al número de  10.000, para que dejando guarnecidos los pueblos baje á Tucumán con una masa de 6.500 a 7.000 hombres y de allí a Córdoba sin oposición: entonces si los 5.000 hombres existen en Mendoza, son cortados y perecen por consunción; y si en la de Buenos Aires, perdemos también la provincia de Cuyo.

### Operaciones previas y fin de las republiquetas
Cuando Ramírez Orozco hizo avanzar su vanguardia hasta Yavi, comenzaron los indicios de una invasión realista sobre las ciudades de San Salvador de Jujuy y Salta, ya que Olañeta realizó varias operaciones desde su base de Yavi sobre Casabindo, Humahuaca y Santa Victoria Oeste.
Los comandantes Miguel Tacón (con 2.000 hombres) y Francisco Javier de Aguilera (con 700 hombres) avanzaron en busca de Manuel Ascensio Padilla, líder de la Republiqueta de La Laguna, en una acción combinada desde Chuquisaca y Vallegrande respectivamente. El 13 de septiembre de 1816 se produjo la Batalla de La Laguna con la victoria realista y la muerte de Padilla en el pueblo de Villar al día siguiente. Poco después, Aguilera derrotó también al caudillo González. El 21 de noviembre de 1816 Aguilera derrotó completamente, y dio muerte, en la Batalla de El Pari a Ignacio Warnes, líder de la Republiqueta de Santa Cruz (la principal de las republiquetas altoperuanas), ocupando Santa Cruz de la Sierra, hechos que consolidaban la posesión realista del Alto Perú.
Para contrarrestar las operaciones de Olañeta, Güemes envió a Francisco Pérez de Uriondo a ocupar Tarija, quien atacó la villa el 14 de octubre de 1816 con 500 hombres de caballería y 700 de infantería, con un cañón. El ataque fue rechazado por el comandante realista José Melchor Lavín, produciendo 100 muertos entre los atacantes, pero poco después Tarija volvió a ser perdida por los realistas, ocupada por Pérez de Uriondo apoyado por las partidas de montoneros locales.

### Sorpresa de Yavi y reocupación de Tarija
Desalojado el marqués de Yavi por Olañeta de su base en Casabindo, se puso bajo la protección de Pérez de Urdininea en Abra Pampa (norte de Jujuy). En agosto de 1816 Olañeta y Juan Guillermo de Marquiegui avanzaron en dos columnas, la primera por la quebrada de Humahuaca y la otra hacia Orán. A las órdenes de Urdininea, Fernández Campero, Pérez de Uriondo y Rojas atacaron con sus divisiones a las columnas realistas, llegando Marquiegui hasta Orán y Olañeta hasta Tilcara produciéndose el Combate de Huacalera. 
El 14 de septiembre de 1816 entre 80 y 100 hombres de las milicias realistas de Chichas al mando del teniente coronel Pedro Zavala (o Zabala) de las fuerzas de Olañeta, avanzaron desde Talina por la quebrada del río Sococha hacia Abra Pampa, acampando en Colpayo. La fuerza fue atacada a la madrugada siguiente (Combate de Colpayo) por los capitanes Rivera y Diego Cala de la División Peruana con 30 hombres cada uno, y por el teniente Falagiani de infernales, muriendo Zavala, un oficial y 15 soldados, quedando prisioneros un oficial y 13 soldados y dispersos los demás.
Güemes envió 500 infernales al mando de Arias y el 24 de septiembre los infernales atacaron y derrotaron en las sierras de Santa Victoria al escuadrón realista de 60 hombres denominado Angélicos que en cura de Yavi, Zerda, había creado autotitulándose teniente coronel. Los realistas tuvieron 6 muertos y 29 prisioneros, huyendo otros 25. El nombre de este escuadrón inspiró a Güemes a denominar infernales a sus dragones.
Luego de varios combates, el marqués de Yavi avanzó sobre Yavi con 600 infantes y un escuadrón de dragones infernales, conducido por el coronel Bonifacio Ruiz de los Llanos. Ante su avance, los realistas que ocupaban Yavi (el segundo regimiento, un batallón de partidarios y una brigada de artillería), abandonaron sus posiciones replegándose a Moraya, suponiendo que era el general Belgrano quien avanzaba con todo su ejército. Rojas entró en Yavi el 11 de noviembre y luego fue enviado a cerrar el camino de la quebrada de Sococha, pero interpretando mal una orden, abandonó el lugar despejando el camino. Tras informarse con más detalle, Olañeta con un escuadrón y un batallón procedentes de Tarija, alcanzó a la columna en Moraya y volvió al ataque con el primer regimiento aprovechando la salida de Rojas. El 15 de noviembre de 1816 sorprendió y derrotó al marqués en la Batalla de Yavi, quien cayó prisionero con 300 de sus hombres. Fernández Campero era el comandante del flanco oriental de la Puna (usaba el título de comandante general de la Puna) de las fuerzas de su pariente Güemes. Era secundado por el teniente coronel Juan José Quesada, desertor del Ejército del Norte, enviado prisionero al Callao. Tras el combate, el capitán indígena Diego Cala fue ejecutado. El comandante José Miguel Lanza se había adelantado hasta Tojo con un escuadrón, en busca de organizar una insurrección, pero fue derrotado por un destacamento de Olañeta.
Pezuela desde Lima insistió para que De la Serna iniciara operaciones sobre el Tucumán, enviando refuerzos y todo tipo de ayudas para así atraer la atención del ejército que se preparaba en Mendoza para invadir Chile. De la Serna se opuso debido a la carencia de caballería, lo que no le permitiría conservar ni sus comunicaciones ni su logística, además de objetar las enormes distancias que lo separaban de Mendoza. En diciembre de 1816 una centella hizo explotar el parque de Potosí, que debió ser repuesto por Pezuela. En noviembre, De la Serna se dirigió a Yavi con el Batallón de Gerona, en donde conferenció con Olañeta, luego reunió tropas en Livi Livi y avanzó sobre Tarija, recuperando la villa el 28 de noviembre, que fue abandonada por Pérez de Uriondo para refugiarse en las Salinas. 
De la Serna intentó atraer a sus filas a Pérez de Uriondo enviándole una carta en la que le decía:

¿Cree usted por ventura que un puñado de hombres desnaturalizados y mantenidos con el robo; sin más orden, disciplina ni instrucción; que la de unos bandidos; puede oponerse a unas tropas aguerridas y acostumbradas a vencer las primeras de Europa; y a las que se haría un agravio, comparándolas a esos que se llaman gauchos; incapaces de batirse con triplicada fuerza, como es la de su enemigo?

De la Serna dejó en Tarija como gobernador al brigadier Antonio María Álvarez y a mediados de diciembre partió para Yavi y luego siguió hacia Cotagaita, pero 4 leguas antes, en Yocla, recibió pedidos urgentes del virrey Pezuela para que iniciara operaciones, disponiendo el inicio de la invasión.

### Invasión de Jujuy y de Orán
El Ejército Real del Alto Perú estaba compuesto por más de 7.000 hombres, organizados en 14 cuerpos de línea veteranos, repartidos por igual según sus armas en siete de infantería y otros siete de caballería: Húsares del Rey, Dragones de la Unión de Fernando VII, dos Batallones de Imperiales de Alejandro, el Batallón de Granaderos de la Guardia y el Destacamento de Cazadores a Caballo, a los que se sumaba el apoyo de los regimientos de Extremadura, Gerona y Cantabria, que eran los más numerosos. Contaba, además, con más de mil caballos frescos sin monta, solo utilizables en combate, más otras mil mulas de monte y el soporte de una fuerza de artillería de montaña de cuatro piezas, que se completaba con otra formación de dieciséis cañones.
De la Serna dispuso desde Yavi el avance sobre Jujuy. La vanguardia reforzada, que comandada por Olañeta, entró en Humahuaca en 24 de diciembre de 1816, compuesta por 2.000 hombres de 4 batallones, 2 escuadrones y 4 cañones. El comandante general de la vanguardia de Güemes, Pérez de Urdininea, se replegó con los infernales hasta Huacalera, dispuso sus avanzadas en Uquía a cargo de José Gabino de la Quinta, desplegó partidas de vigilancia hasta Abra Pampa, y envió a Arias hacia el Abra de Zenta.
Enterado de los planes realistas, Belgrano solicitó al Directorio el envío de mil soldados al norte, pero éste daba prioridad a acabar con Artigas, el frente septentrional tendría que esperar. Tuvo que conformarse con ordenar a las milicias de Catamarca, Santiago del Estero y Tucumán sumarse a Güemes.
Olañeta avanzó hasta Hornillos y desde allí envió a Marquiegui con un escuadrón y un batallón en dirección a San Ramón de la Nueva Orán por el Abra de Zenta, con órdenes de despejar los valles de San Andrés y del río Bermejo y luego dirigirse a San Salvador de Jujuy. El 4 de enero de 1817 Olañeta continuó avanzando, chocando con milicias gauchas en los pasos de los ríos León, Reyes y Blanco, que se hallan en las inmediaciones de San Salvador de Jujuy. Otros encuentros se produjeron en las cercanías de esa ciudad, con resultados favorables a los realistas: los coroneles Francisco Javier Olarría, Buenaventura Centeno y José Carratalá, el teniente coronel Antonio Seoane y el capitán Pedro Becerra. San Salvador de Jujuy fue ocupada por Olañeta el 6 de enero, encontrándola casi desierta.
Entre el 7 y el 10 de enero Arias logró detener el avance de Marquiegui en el valle de San Andrés, con bajas para ambos bandos. El realista Bernardo La Torre logró vencer en los desfiladeros del río San Andrés al caudillo Ramírez, dependiente de Arias. La columna de Marquiegui logró avanzar hasta Orán, de donde desalojó a las fuerzas de Arias, quien debió refugiarse entre los wichís, capturando Marquiegui a algunos integrantes de la Republiqueta de La Laguna que se había refugiado allí. Arias se puso en contacto con Pérez de Uriondo y Güemes envió al capitán Juan Antonio Rojas con una división y al capitán Mariano Benavides (que era un dependiente de Arias afectado a la defensa de Jujuy), al que le entregó unos 400 caballos, para que impidiera la reunión de las fuerzas de Marquiegui con las de Olañeta. 
Como no tenía noticias de Marquiegui, Olañeta salió en su búsqueda desde San Salvador de Jujuy el 12 de enero, con dos batallones y un escuadrón, dejando fortificado en la ciudad al coronel Olarría. Marquiegui salió de Orán, pero Benavides atacó a la columna realista en Ledesma, río de las Piedras (17 de enero) y en los llanos de San Lorenzo. El 19 y el 20 de enero se produjo el Combate de Río Negro, en donde Marquiegui debió enfrentar a 500 gauchos, quedando muy comprometido. La fuerza de Marquiegui había quedado reducida a 300 infantes y 60 soldados de caballería. El 20 de enero ambas columnas realistas se reunieron en la Reducción, entrando el 23 de enero en San Salvador de Jujuy, en donde esperaron a De la Serna con el grueso del ejército.

### Combate de Humahuaca
Al llegar el 14 de enero De la Serna con parte del ejército a Humahuaca, emitió dos proclamas a la población y dispuso la construcción de parapetos en el cementerio de la iglesia, en donde hizo construir una batería de 6 cañones a la que denominó Santa Bárbara, ya que el pueblo debía servir de depósito militar de retaguardia y como punto de enlace con el Alto Perú. Humahuaca era un lugar clave por ser el punto en donde convergía el camino que llevaba al valle de San Andrés (ya reocupado por Arias) por el Abra de Zenta, que se dirigía a San Ramón de la Nueva Orán. Hizo también construir trincheras, dentro de las cuales se ubicaron el parque, el hospital y los depósitos. De la Serna dejó en Humahuaca una guarnición de 7 oficiales y 130 soldados del Batallón del Cuzco (recientemente incorporado al Regimiento de Gerona) y continuó viaje hacia San Salvador de Jujuy, a donde llegó después del regreso de Olañeta con Marquiegui.
Luego de que el 27 de febrero el comandante Manuel Arias recibiera la autorización de Güemes, el 1 de marzo tuvo lugar el combate de Humahuaca: un exitoso golpe de mano por parte de los 150 hombres de Arias, que avanzaron por el Abra de Zenta y asaltaron la guarnición realista. Tras la muerte en combate del jefe de la misma, capitán de artillería Félix de La Rosa, cayeron en manos de Arias 6 cañones y 500 fusiles, además de muchos otros pertrechos, 6 oficiales y 80 soldados prisioneros. Acompañaron a Arias en el ataque el capitán Hilario Rodríguez, los tenientes Manuel Portal y Pablo Mariscal y el alférez Ontiveros. Esta victoria le valió a Manuel Arias el ascenso al grado de coronel.
Cuando 3 días después De la Serna supo lo ocurrido en Humahuaca, ordenó la salida de una columna al mando de Olañeta y de Marquiegui en dirección a Orán, hacia donde se dirigía Arias, para intentar recuperar los pertrechos y prisioneros. Las fuerzas gauchas fueron alcanzadas y se descubrió el lugar en donde estaban escondidos la artillería, municiones y pertrechos capturados en Humahuaca, que fueron recuperados junto a parte de los prisioneros. Otra columna al mando de Centeno marchó por la quebrada de Humahuaca hacia Humahuaca, con un batallón y 2 escuadrones, llegando el 9 de marzo al pueblo ya abandonado. Centeno continuó por el Abra de Zenta en auxilio de Olañeta, entrando en Orán el 16 de marzo. Esa misma mañana Olañeta salió de Orán en persecución de Arias. Olañeta siguió hasta la misión de San Francisco sin alcanzar a los prisioneros y regresó a Orán, llegando 2 días después de la salida de Centeno y luego retornó a Jujuy por Ledesma, muy hostilizado por las partidas de Rojas. El 30 de marzo, su columna llegó al río de Ledesma, habiendo perdido 80 hombres, entre muertos, heridos y prisioneros.
El 30 de marzo, cuando la columna de Centeno retornaba a Jujuy, debió abrir fuego de infantería para poder franquear el Abra de Zenta, continuando luego por la quebrada de Humahuaca. El 3 de abril Alejandro Burela venció y capturó en el paraje de Volcán (Jujuy) al teniente coronel Antonio Seoane, jefe de Estado mayor de la columna de Centeno, quien se había adelantado con 8 húsares. El 4 de abril entraron en San Salvador de Jujuy, combatiendo con los sitiadores y habiendo perdido entre 40 y 50 hombres en la campaña.

### Acciones contra las milicias gauchas
El ejército realista se vio acosado por las milicias gauchas que respondían a Güemes, reconocido por Belgrano como jefe de la vanguardia. Las milicias gauchas atacaban de forma sorpresiva en pequeñas partidas los flancos y la retaguardia de las divisiones en marcha. Los atacantes se retiraban antes de que se pudiera organizar la defensa, golpeando de manera repetida durante el día y la noche. 
Urdininea reconcentró las fuerzas gauchas de la quebrada de Humahuaca, San Salvador de Jujuy, y las partidas que formaban su vanguardia, en torno a las fuerzas realistas que quedaron sitiadas en la ciudad y sufriendo ataques diarios. Luego Urdininea se replegó al río Blanco y después a Campo Santo, hasta donde llegó Güemes a visitar a los milicianos.
El 6 de febrero se produjo el Combate de San Pedrito, en los potreros de alfalfa cercanos de San Salvador de Jujuy, en donde el sargento mayor graduado Juan Antonio Rojas con dos escuadrones de gauchos infernales logró la victoria sobre el realista Cadorniga, quien murió en la acción. Un escuadrón realista había salido a cortar forrajes protegido por una compañía de infantería del Regimiento de Extremadura, siendo sorprendidos por Arias, quedando 100 realistas muertos y 7 prisioneros. Cuando el combate había terminado, los gauchos fueron atacados por una guardia de 15 Dragones de la Unión al mando del capitán Arregui, quien murió en la acción con 11 de sus compañeros. Arias se retiró con las armas de los realistas ante el avance de tropas con artillería desde la ciudad.
Luego de ese triunfo, Belgrano auxilió a Güemes con municiones, 300 caballos, un piquete de dragones y otro de artillería. Dispuso además que el Regimiento N° 2 de infantería, al mando del coronel Juan Bautista Bustos, se dirigiera al río del Valle para cooperar con Güemes y avanzar cuando los realistas se retirasen, pero luego el gobierno ordenó su retirada. El sitio de Jujuy fue reforzado con los escuadrones de los valles Calchaquíes al mando de Apolinario Saravia, por Pablo Latorre con una división gaucha y por Francisco Gorriti con una división de lanceros.
De la Serna reunió el 7 de febrero todas sus fuerzas en la ciudad, trasladando las que había en el campamento de Yala e hizo salir de San Salvador de Jujuy varias columnas para atacar a las milicias gauchas y así lograr disminuir la presión sobre sus fuerzas. Formó un triángulo de fortificaciones, teniendo en sus vértices un batallón y un escuadrón en Perico, un fuerte destacamento en El Carmen y otro en la capilla de los Alisos. Entre las acciones ocurridas en esos días con triunfos patriotas, estuvieron el Combate de Severino, 5 de marzo, y el Combate de Vangue, 13 de marzo, en los que José Gabino de la Quintana y el capitán Olivera triunfaron respectivamente. Una de las columnas estaba encabezada por el capitán Sanjuanena con 200 soldados del Batallón de Gerona, que se vio atacada por fuerzas superiores en número (300 gauchos a caballo al mando de Saravia), por lo que el jefe del estado mayor general, Gerónimo Valdés, debió acudir en su ayuda para salvarlos y logró derrotar y perseguir a las milicias el 12 de marzo (Combate de Jujuy). Sin embargo, ese mismo día Valdés sufrió el arrebato de 200 mulas que dejó a su columna imposibilitada de moverse. Entre el 12 y el 15 de marzo continuaron los ataques sobre las fuerzas realistas sitiadas en la ciudad, uno de los más importantes ocurrió el 15 de marzo, cuando las fuerzas de Gorriti cargaron sobre las trincheras.
El 1 de abril el realista La Torre salió de San Salvador de Jujuy con 230 hombres en busca de ganado, siendo atacado por las fuerzas de Saravia. El 2 de abril se encontró en Yala con una columna realista con fuerzas de refuerzo al mando del coronel Vicente Sardina que llegaban del Alto Perú, formada por el 2° Regimiento de Extremadura (renombrado Imperial Alejandro) y el 2° Escuadrón de Cazadores, llevando municiones y correspondencia. Entre esta última se hallaban órdenes apremiantes de Pezuela para avanzar sobre Tucumán. 
Antes de cumplir la orden de Pezuela, De la Serna dispuso que Valdés se dirigiera con 600 hombres de las tres armas en dirección de Orán, en busca de Olañeta. El 4 de abril se produjo el Combate de Palpalá, en donde Bartolomé de la Corte fue derrotado por Valdés, quedando en su poder unos 80 prisioneros. Continuó luego su marcha hasta dar con Olañeta y retornar ambas columnas a San Salvador de Jujuy. La correspondencia enviada al virrey debió ser escoltada por 200 hombres de infantería y caballería.

### Captura de la ciudad de Salta
Varias semanas tardó el ejército realista en reconstruir sus comunicaciones con el Alto Perú. Dejando a la fuerza del brigadier Olañeta en San Salvador de Jujuy, el 13 de abril de 1817 De la Serna partió en 3 columnas rumbo a Salta. Formaban la división 3.500 hombres entre los que se encontraban 2 batallones del Imperial Alejandro, el Batallón Gerona, los escuadrones de Húsares de Fernando VII, el escuadrón de Dragones de la Unión, el escuadrón de Cazadores a Caballo y el escuadrón de Granaderos de la Guardia, llevando 4 cañones de montaña. Durante el trayecto las columnas fueron hostigadas por las fuerzas de Saravia. El 15 de abril la división debió despejar el paso en Caldera y luego se encontró con una fuerza reunida de 1.200 hombres de caballería que encabezaba Güemes. Cuando Sardina avanzó, las milicias abandonaron el campo permitiendo la entrada de los realistas en la Ciudad de Salta, totalizando entre 30 a 40 bajas entre muertos y heridos en la marcha.
Los días 17, 18 y 19 de abril salieron de Salta hacia los alrededores 3 columnas realistas mandadas por Pablo Antonio Vigil, Castro y Carratalá, respectivamente, en busca de ganado, debiendo regresar hostilizadas. Encerrado en la ciudad y falto de víveres, el 20 de abril De la Serna envió al coronel Sardina secundado por La Torre con una fuerte expedición a reunir ganado y caballos en el valle de Lerma, ocupando los pueblos de Cerrillos (Salta) y Rosario de Lerma, y buscando atacar el campamento de Güemes en el caserío del Bañado. Formaban la columna el Batallón de Gerona (500 hombres) y 180 soldados de caballería y un cañón. En Cerrillos se agrupó la división de Luis Burela, comenzando allí los enfrentamientos el 21 de abril. En el lugar denominado Casa de Gauna se reunieron las divisiones de Burela y Pedro Zavala, atacando a la columna realista, que continuó avanzando. Esta columna fue prácticamente destruida en el Combate del Bañado el 21 de abril. En ese enfrentamiento la columna realista fue atacada por las fuerzas de Pablo Latorre, los infernales al mando de Rojas y los gauchos del alférez Leytes. Luego de que las milicias gauchas desaparecieran en los bosques, la columna realista continuó hacia Chicoana, siendo atacada de nuevo por Rojas y por Leytes, quien resultó muerto. Sardina quedó herido y murió al retornar a Salta el día 22. Vigil quedó al mando y continuó buscando el ganado, que suponían concentrado en la zona, hasta la entrada de la quebrada de Escoipe, sin encontrarlo. Al día siguiendo retornaron a Salta siendo atacados y emboscados por las fuerzas de Latorre y de Zavala. En la llanura de Rosario de Lerma fueron atacados por 1.000 hombres, logrando llegar a Salta con pérdida de 20 muertos y 48 heridos, teniendo los patriotas 6 muertos y 18 heridos.
Esta victoria obligó a De la Serna a evacuar Salta el 5 de mayo rumbo a Jujuy, hostigado continuamente por las partidas gauchas, conociendo desde el 2 de mayo que el 14 de febrero de 1817 el Ejército de los Andes al mando de José de San Martín había entrado en Santiago de Chile.
El 2 de mayo, en oficio que Güemes remitió a Manuel Belgrano le detalló el nuevo plan en marcha sobre las acciones sobre la ocupada Ciudad de Salta, quedando a cargo de la acción de defensa Juan Antonio Rojas, junto a su jefe el general Güemes, los comandantes Luis Burela y Pedro José de Zavala, el sargento mayor Apolinario Saravia y el capitán Mariano Morales. 
Güemes informó a Belgrano el 5 de mayo:

Hostigados al cabo, los tiranos, de la terrible guerra que han sufrido, por las tropas de la Provincia que tengo el honor de mandar, han abandonado, al rayar el día, esta Plaza; dejándola tan en esqueleto, que por todas partes no presenta sino pruebas de la ferocidad española.

Y el 9 de mayo agregaba:

Si con fecha 5 del corriente dije a V.E que el enemigo desocupó esta plaza, emprendiendo al silencio de la noche tan precipitada retirada, que más fue fuga vergonzosa, lo repito hoy, asegurando a V.E, con la verdad que me es característica, que, desde el momento que rompieron sus marchas hasta esta hora; no ha cesado el fuego hostil de las distintas partidas que los observaban a los alrededores de este pueblo y que los persiguieron hasta el de Jujuy donde entraron antes de ayer, en medio de la mayor confusión y espanto.

En honor a la defensa de la Ciudad de Salta, el director supremo Juan Martín de Pueyrredón otorgó el 28 de noviembre como premio una medalla que era una estrella heráldica militar de seis puntas, representando cada punta a los seis héroes militares que sobresalieron durante la tercera defensa de Salta, que luego pasaría a ser el escudo de la Provincia de Salta. Un año después, Belgrano informó el número de medallas: una para Güemes, 17 para coroneles y tenientes coroneles, 267 para oficiales y 6.325 escudos para la tropa, que nunca se materializaron.
El ejército realista perdió 60 a 70 oficiales y jefes y 1.500 hombres de tropa entre muertos, heridos y prisioneros. Unos 800 a 1.000 caballos, muy necesarios, se perdieron. Las altas bajas rápidamente obligaron a La Serna a cancelar su plan de avanzar hacia Córdoba. Debe mencionarse que el Ejército Real sumaba cinco a seis mil hombres, una fuerza que podía presentar batalla al Ejército de los Andes.

### Evacuación de Jujuy
El 15 de mayo ocurrió el Combate de los Altos de Quintana (Provincia de Salta), en donde Juan Antonio Rojas venció a Joaquín Gómez de Barreyra. El 21 de mayo el ejército realista abandonó San Salvador de Jujuy, acuartelándose en Tilcara y llegando a Humahuaca el 30 de junio de 1817, retornando luego a Tupiza. Francisco Gorriti, después de más de cinco meses de ocupación realista, fue el primer jefe independentista en ocupar la ciudad de Jujuy. El ejército realista volvió diezmado por los ataques guerrilleros y por la falta de víveres. Olañeta, merced a su escuadrón gaucho de San Carlos, conocedor del terreno, logró sacar el ejército hacia Tupiza, finalizando la evacuación con la llegada de Olañeta a Mojo el 10 de julio.

## Consecuencias

### Expedición de Aráoz de Lamadrid al Alto Perú
El 8 de abril fue atacada y capturada una guardia realista que se hallaba en uno de los puestos del marqués de Yavi en Cangrejillos, al norte de Jujuy, en la línea de postas que unía Tupiza con la quebrada de Humahuaca. El ataque alarmó al ejército realista, ya que algunos informes afirmaban que se trataba de Belgrano con su ejército. Güemes había logrado convencer a Belgrano de enviar a la retaguardia realista una división, con el objeto de encabezar una rebelión con los restos de las republiquetas y apoderarse de Potosí y de Chuquisaca. En los planes de Güemes, el ejército realista, acorralado en Salta y Jujuy por las partidas gauchas, se vería obligado a retroceder y sería perseguido por una fuerte división del Ejército de Norte.
Belgrano envió al teniente coronel Gregorio Aráoz de Lamadrid, quien partió de San Miguel de Tucumán el 18 de marzo de 1817 junto a su edecán Lorenzo Lugones con 300 soldados y 50 milicianos con dos piezas de artillería, caballos y las mulas en número justo para las cargas. Las órdenes eran avanzar por los valles Calchaquíes y luego por la puna de Atacama y el territorio despoblado hasta llegar a Oruro, desde donde debía atacar las guarniciones realistas, pero la falta de caballadas hizo que Aráoz de Lamadrid se desvara, dirigiéndose hacia Tarija –norte del Río de la Plata–, encortando en su trayecto las líneas realistas en Cangrejillos. 
El 14 y 15 de abril de 1817, el mismo día que De la Serna entraba en Salta, Aráoz de Lamadrid atacó por sorpresa a Tarija, logrando rendir la villa luego del Combate en el Campo de La Tablada. La rendición de los realistas en Tarija le significó al Ejército del Norte la captura de 20 oficiales y 274 soldados, y abundantes armas y municiones, incorporándose además muchos gauchos tarijeños al ejército. Los gauchos del teniente coronel Francisco Pérez de Uriondo (quien había partido con sus fuerzas desde San Ramón de la Nueva Orán hacia Tarija), junto con otros grupos de montoneros, entre ellos los comandados por distintos caudillos, aportaron un millar de hombres y colaboraron en el sitio de Tarija.
El 5 de mayo de 1817, a la vez que De la Serna abandonaba Salta, Aráoz de Lamadrid se internó en el Alto Perú luego de haber reforzado sus fuerzas con tarijeños, algunos prisioneros del Cuzco e indígenas. El 21 de mayo, a la vez que De la Serna abandonaba San Salvador de Jujuy, Aráoz de Lamadrid atacó por sorpresa a Chuquisaca, siendo rechazado. Aráoz de Lamadrid se dirigió hacia el Fuerte de Tarabuco, en donde se hallaba el coronel José Santos La Hera con 400 infantes, pero chocó con una fuerza realista en la oscuridad el 22 de mayo (Combate de Yamparáez), dispersándose momentáneamente sus fuerzas. Luego de intentar sitiar de nuevo a Chuquisaca, la división tomó el camino de regreso hacia Tarija, siendo batida en el Combate de Sopachuy el 12 de junio.
Cuando De la Serna retornó a Tupiza, se dirigió con una división a Cinti para entretener a los restos de la división de Aráoz de Lamadrid, mientras enviaba al brigadier Mariano Ricafort con 2800 hombres: dos batallones del Regimiento Imperial Alejandro, el Escuadrón de Cazadores y dos piezas de artillería, a cortarle el camino en Tarija. Aráoz de Lamadrid logró adelantarse y pasó por Tarija unos días antes de que Ricafort reocupara la villa el 11 de julio de 1817.